# چوگان با غژگاو
چوگان با غژگاو نوعی از ورزش چوگان بومی مغولستان است که به جای اسب در آن از غژگاو استفاده می‌شود.
این ورزش در دهه اول ۲۰۰۰ میلادی به عنوان یک جاذبه گردشگری در مغولستان ایجاد شد. مسابقات این ورزش بیشینه در مغولستان و منطقه هیمالیایی پاکستان انجام می‌شود.